# Márványi György
Márványi György (Budapest, 1929. április 21. – Budapest, 2007. június 21.) magyar újságíró, televíziós szerkesztő, lapszerkesztő, egyetemi tanár. A TV jelenti (A Hét elődje) szerkesztője volt.

## Életpályája
1945-ben belépett a Magyar Kommunista Pártba; a VII. kerületben végzett pártmunkát. 1947-ben érettségizett a Kölcsey Ferenc Gimnáziumban. 1947–1948 között egy évet járt az egyetemre, de abbahagyta, mert 1948–1949 között a VII. kerületi pártbizottság agit.prop. osztályának munkatársa volt. 1949–1950 között a Népművelési Minisztériumban dolgozott. 1951–1953 között sorkatonai szolgálatát teljesítette Budapesten; őrmesterként szerelt le, tartalékos alhadnagy 1967-ben lett. 1956-ban visszakerült a Népművelési Minisztérium továbbképzési csoportjába. Az 1956-os forradalom után részt vett a Népművelési Minisztérium pártszervezetének újjászervezésében, s pártmunkát végzett a VII. kerületi pártbizottság agit.prop. osztályának aktívistájaként. 1957-től a Munkásőrség tagja volt. 1957-ben diplomázott az Eötvös Loránd Tudományegyetem magyar nyelv és irodalom szakán. 1957-től a Népművelés című havilap rovatvezetője volt. 1957-től a TV-Híradó külső munkatársa volt. 1958-ban végleg átkerült a TV-Híradóhoz. 1963-ban szerelt le. 1967-ben lett a Magyar Televízió Aktuális Osztályának vezetője a Politikai Adások Főszerkesztőségén. 1967–1969 között az Eötvös Loránd Tudományegyetem Bölcsészettudományi Kar meghívott előadója volt. 1969-ben az USA-ban folytatott tanulmányokat az International Research and Exchanges Board ösztöndíjasaként. 1970-től A Hét alapító-főszerkesztője volt. 1974-től ismét a TV-Híradó főszerkesztő-helyettese volt. 1982-ben a Teletext Kft. alapítója, a teletext-szolgáltatás, a Képújság magyarországi meghonosítója volt. 1992-ben nyugdíjba vonult. 1997-től az MSZP választmány újságíró tagozatának elnöke volt.
Legfontosabb televíziós munkája, a Ki ölte meg Kennedyt? című dokumentumfilm elnyerte Az év legjobb dokumentumfilmje díjat az 1966-os miskolci Tv-fesztiválon. Publikált a Népszabadságban, a Magyar Hírlapban és az Élet és Irodalomban.

## Családja
1953-ban megnősült; felesége: Sándor Judit, a Magvető Könyvkiadó lektora, a pártalapszervezet titkára volt. Fia, Márványi Péter (1954–2022) újságíró volt.

## Műsorai
- Fórum (szerkesztő)
- Kék fény (szerkesztő)

## Könyvei
- A rádió, a televízió és a népművelés 1. (1968)
- A tömegkommunikáció hatásai (1969)
- Fórum (1976)
- Kísérlet egy televízió-műsor befogadásának leírására (1977)

## Díjai
- a Munka Érdemrend bronz fokozata
- a Munka Érdemrend ezüst fokozata (1973)[2]
- A Magyar Érdemrend tisztikeresztje (posztumusz, 2007)[2]